# 日本経済再生本部
日本経済再生本部（にほんけいざいさいせいほんぶ）は、日本の内閣に設置されていた組織。2012年12月26日の閣議によって設置が決定され、2020年10月16日の閣議によって廃止が決定された。経済再生本部の担当大臣は、経済再生担当大臣であった。

## 目的
ミクロ経済政策の司令塔機能を果たすため、閣議決定に基づき、内閣に設置された。

日本経済再生本部の設置について
1 我が国経済の再生に向けて、経済財政諮問会議との連携の下、円高・デフレから脱却し強い経済を取り戻すため、政府一体となって、必要な経済対策を講じるとともに成長戦略を実現することを目的として、内閣に、これらの企画及び立案並びに総合調整を担う司令塔となる日本経済再生本部（以下「本部」という。）を設置する。
2 本部の構成員は、次のとおりとする。ただし、本部長は、必要があると認めるときは、関係者の出席を求めることができる（#構成の項目を参照）。
3 本部の庶務は、内閣府の助けを得て、内閣官房において処理する。
4 前各項に定めるもののほか、本部の運営に関する事項その他必要な事項は、本部長が定める。
—平成24年12月26日 閣議決定

## 構成
この構成は、2020年10月16日の廃止時点のもの。
- 本部長
  - 内閣総理大臣：菅義偉
- 本部長代理
  - 副総理：麻生太郎
- 副本部長
  - 経済再生担当大臣兼内閣府特命担当大臣（経済財政政策担当）：西村康稔
  - 内閣官房長官：加藤勝信
- 本部員
  - 他の全ての国務大臣

| 内閣                  | 内閣総理大臣 | 副総理 財務大臣 | 内閣官房長官 | 経済再生担当大臣 経済財政担当大臣 |
| --------------------- | ------------ | --------------- | ------------ | --------------------------------- |
| 第2次安倍内閣         | 安倍晋三     | 麻生太郎        | 菅義偉       | 甘利明                            |
| 第2次安倍改造内閣     | 安倍晋三     | 麻生太郎        | 菅義偉       | 甘利明                            |
| 第3次安倍内閣         | 安倍晋三     | 麻生太郎        | 菅義偉       | 甘利明                            |
| 第3次安倍改造内閣     | 安倍晋三     | 麻生太郎        | 菅義偉       | 石原伸晃                          |
| 第3次安倍再改造内閣   | 安倍晋三     | 麻生太郎        | 菅義偉       | 石原伸晃                          |
| 第3次安倍再々改造内閣 | 安倍晋三     | 麻生太郎        | 菅義偉       | 茂木敏充                          |
| 第4次安倍内閣         | 安倍晋三     | 麻生太郎        | 菅義偉       | 茂木敏充                          |
| 第4次安倍改造内閣     | 安倍晋三     | 麻生太郎        | 菅義偉       | 茂木敏充                          |
| 第4次安倍再改造内閣   | 安倍晋三     | 麻生太郎        | 菅義偉       | 西村康稔                          |
| 菅義偉内閣            | 菅義偉       | 麻生太郎        | 加藤勝信     | 西村康稔                          |

## 経済再生担当大臣
経済再生本部の担当大臣は、経済再生担当大臣であった。

## 開催状況
- 2013年1月8日 第1回
- 2013年1月11日 第2回
- 2013年1月25日 第3回
- 2013年2月26日 第4回
- 2013年3月15日 第5回
- 2013年4月2日 第6回
- 2013年6月14日 第7回
- 2013年7月16日 第8回
- 2013年10月1日 第9回
- 2013年10月18日 第10回
- 2013年12月5日 第11回
- 2014年1月21日 第12回
- 2014年6月24日 第13回
- 2014年7月25日 第14回
- 2014年12月27日 第15回
- 2015年2月10日 第16回
- 2015年4月15日 第17回
- 2015年6月30日 第18回
- 2015年10月13日 第19回
- 2016年2月5日 第20回
- 2016年4月19日 第21回
- 2016年6月2日 第22回
- 2016年8月2日 第23回
- 2016年9月9日 第24回
- 2017年2月10日 第25回
- 2017年6月9日 第26回
- 2018年2月6日 第27回
- 2018年6月15日 第28回
- 2019年6月21日 第29回
- 2019年12月5日 第30回
- 2020年4月7日 第31回

## 日本経済再生総合事務局
経済再生本部の事務局機能を果たし、本部と経済財政諮問会議との連携を主な任務としていた。
事務担当の内閣官房副長官が事務局長、内閣官房副長官補が事務局長代行にそれぞれ就いており、職員は各府省庁から集めた約50人で構成されていた。設置場所は内閣府本庁舎（国家戦略室跡）であった。

## 評価
経済再生本部の設置に関わった経産官僚は「諮問会議（経済財政諮問会議）は財務省のコントロール下にあるとみていた。法人税減税の議論を預けたら前に進まないと考えた。諮問会議は財政、金融にも話が及ぶ。競争力の問題を考えれば諮問会議は完全ではなかった」と述べており、経産省の幹部官僚たちを中心とした「別働隊」は、財務省を諮問会議に閉じ込めておき、諮問会議・経済再生本部並立型の方向で議論を進めようとした。